# Eleccions al Parlament de les Illes Balears de 2007
Les Eleccions al Parlament de les Illes Balears de 2007 són una cita electoral que, segons l'Estatut de les Illes Balears, se celebraren el 27 de maig de 2007. En ella, tots els ciutadans de les Illes Balears majors de 18 anys segons el cens electoral de dia 1 de març de 2007 van ser cridats a les urnes per a elegir els 59 diputats del Parlament de les Illes Balears que hauran de legislar i nomenar en representació seva un nou president del Govern Balear per a la VII legislatura. Aquestes eleccions foren convocades pel president del Govern de les Illes Balears, Jaume Matas i Palou, el 3 d'abril de 2007 després de decretar la dissolució del Parlament de les Illes Balears de la VI legislatura, juntament amb les de les altres autonomies espanyoles (excepte les de Catalunya, País Basc, Galícia i Andalusia) i amb les municipals pel 27 de maig d'acord amb la Llei Orgànica del Règim Electoral General (LOREG).

## Candidatures anunciades
Totes les candidatures han de ser presentades a la Junta Electoral escaient per a la seva aprovació. Finalment, han de ser publicades al Butlletí Oficial de les Illes Balears (BOIB). Vegeu el calendari electoral per a més informació.

### Partit Popular
El Partit Popular, que ha governat les Illes Balears amb majoria absoluta durant la VI legislatura, presentarà un programa continuista de caràcter conservador, amb la creació de noves infraestructures, com ara autopistes o ports, i una política de bilingüisme social, així com de també afavorir l'arribada de més turistes com a principal font de riquesa econòmica. El candidat a la presidència de la Comunitat Autònoma serà l'actual president Jaume Matas i Palou. El lema de precampanya és complit i el de campanya confiança. D'aquesta manera el PP vol fer valer el seu treball de govern durant la darrera legislatura per a guanyar vots.

### Partit dels Socialistes de les Illes Balears
El Partit dels Socialistes de les Illes Balears, Federació Balear del Partit Socialista Obrer Espanyol (PSOE) i principal partit de l'oposició, presentarà un programa alternatiu de caràcter progressista. No pretén crear noves infraestructures si aquestes suposen un desgast excessiu del medi ambient i afavoreixen un creixement sostenible, tant econòmic com social. També vol presentar un programa alternatiu d'ensenyament i de model lingüístic, car segons el PSIB, la política seguida pel PP perjudica notablement la llengua catalana. A més, vol revisar el finançament i dependència d'alguns ens, com EPRTVIB. L'objectiu és desfer la majoria absoluta del PP i recuperar el poder en algunes de les poblacions on l'han perdut a favor dels conservadors, com ara Palma o Calvià. A Mallorca i Menorca es presentaran en solitari, mentre que a Eivissa ho faran amb els altres partits d'esquerra en una coalició preelectoral anomenada PSOE-Eivissa pel Canvi. El candidat socialista a la presidència del Govern de les Illes Balears serà l'expresident i actual diputat al Congrés espanyol Francesc Antich Oliver. El seu lema de campanya serà Miram endavant.

### Bloc per Mallorca
Aquest bloc polític està constituït pel Partit Socialista de Mallorca, Alternativa Esquerra Unida-Els Verds i Esquerra Republicana de Catalunya. El PSM i Alternativa Esquerra Unida-Els Verds anunciaren la creació d'una coalició electoral per concórrer en aquestes eleccions per a l'illa de Mallorca. La declaració ideològica, signada pels dos partits i presentada a l'opinió pública l'agost de 2006 defineix la coalició com a d'esquerres, ecologista i sobiranista. Malgrat ara sols sigui una coalició, la idea és perpetrar-la i convertir-la progressivament en una federació de partits o bloc que participi en totes les eleccions que se celebrin a les Illes Balears. La idea és consolidar-se com l'alternativa a l'esquerra del PSIB, al que consideren que no dona les suficients garanties per a dur a terme una política progressista i catalanista. L'objectiu serà convertir-se almenys en la tercera força política al Parlament i superar la crisi que actualment tenen aquests partits. Aquesta idea, però, ha xocat amb la d'alguns militants històrics d'aquests partits, especialment del PSM i d'Els Verds de Mallorca, que es queixen que la seva ideologia es veurà diluïda. Algunes seccions locals d'aquest partit, properes al corrent renovador, s'han escindit del partit i es presentaran a les pròximes eleccions municipals (i potser també a les eleccions al Parlament de 2011), com ara Sóller, Bunyola o Santa Eugènia, en una coalició alternativa amb partits independents d'esquerres que defensin el mallorquinisme polític. Aquesta coalició té el nom d'Entesa per Mallorca. En molts municipis, aquesta plataforma es presentarà juntament amb Unió Mallorquina, PSIB o ERC.
Esquerra Republicana, que en un principi també havia fet pública la seva intenció de crear un bloc amb PSM i EU, va fer paleses les seves queixes sobre el pes que cada partit havia de tenir dintre del bloc, per això en principi va desistir d'entrar-hi després d'una consulta entre els seus militants feta l'octubre de 2006. Tanmateix, després d'haver superat les diferències i d'haver-ho aprovat en assemblea, el 21 de març de 2007 Esquerra Republicana es va reintegrar a la coalició.
Els candidats de la coalició al Parlament serien, per ordre, Gabriel Barceló (PSM), Joana Lluïsa Mascaró (PSM) i Miquel Àngel Llauger (EU-EV); mentrestant, a l'Ajuntament de Palma, presentaran com a cap llista Eberhard Grosske d'EU-EV, seguida de Nanda Ramon del PSM. Segons s'acordà, en el document d'annexió d'Esquerra Arxivat 2010-06-22 a Wayback Machine. s'indica que a Esquerra li correspondran el 4t lloc a la llista del Consell de Mallorca, el 6è lloc a la Llista del Parlament de les Illes Balears i el quart lloc a l'Ajuntament de Palma serà una persona independent a proposta d'Esquerra. Per tant, per no rompre la paritat per sexes, ERC renunciarà als seus candidats inicials al Parlament i a l'Ajuntament de Palma, Bernat Joan i Marí i Ferran Tarongí respectivament. Per tant, els candidats d'ERC integrats al Bloc seran Margalida Seguí per al Parlament, Joan Lladó al Consell i Cathy Sweeney a les municipals de Palma. També han confirmat la participació del bloc en les eleccions municipals de 2007 a Felanitx, a Manacor (sense EU), a Porreres, a Calvià (sense ERC) i a Artà i a Son Servera (sense el PSM ni EU).

### PSOE-Eivissa pel Canvi
El febrer de 2007, totes les forces progressistes de l'illa d'Eivissa (PSIB, EU, Els Verds de Mallorca, ENE, ERC i independents) anunciaren la formació d'una coalició única per a concórrer en aquestes eleccions, de manera similar a la que ja havien fet en altres cites. D'aquesta manera esperen contribuir decisivament en la victòria de les forces d'esquerra a les Illes Balears, ja que segons els analistes, la majoria absoluta que aconseguí el PP a les eleccions de 2003 es degué en gran manera per la contundent victòria popular en aquesta circumscripció.
De tota manera, refer el Pacte no ha estat fàcil. En un primer moment, gran part de la Federació Socialista Pitiüsa, dirigida pel seu president Roque López, es mostrà en contra de refer-lo i de presentar-se en solitari, contradint així la postura del PSIB, el PSOE i els partidaris de l'actual batle d'Eivissa, Xicu Tarrés. Mentre els socialistes pitiüsos estaven en plena crisi, la resta de partits de la coalició crearen la plataforma Eivissa pel Canvi, amb la intenció de concórrer sota aquesta marca. Finalment, el 10 de febrer, tots els partits arribaren a un acord pel qual el Pacte es tornaria a presentar.
Tanmateix, encara avui dia no han transcendit els aspectes programàtics de la coalició. Les llistes al Parlament i al Consell Insular d'Eivissa seran encapçalades per Xicu Tarrés.

### Unió Mallorquina
Unió Mallorquina, partit nacionalista de centredreta, ha anunciat que es tornarà a presentar en solitari exclusivament a la circumscripció de Mallorca. El seu objectiu serà tornar a ser la clau de la governabilitat a les Illes Balears, que el li permet tenir una enorme influència al Govern de les Illes Balears i dirigir en solitari (exceptuant les polítiques socials) amb el suport del Partit Popular el Consell Insular de Mallorca. La seva candidata serà la presidenta d'aquesta institució i del partit, així com batlessa de Costitx, Maria Antònia Munar i Riutort. Munar també es presentarà al capdavant de la llista al Consell Insular per aquest partit. Després de les eleccions deixarà la batlia de Costitx.

### Coalició de Treballadors per la Democràcia
Aquest partit extraparlamentari de caràcter republicà i progressista que sols aconseguí 600 vots al Parlament el 2003 (darrera força en nombre de vots) i força conegut a Palma perquè les associacions de veïns del barri de Santa Catalina li han donat suport en les seves reivindicacions veïnals i ciutadanes, ha anunciat la seva intenció de tornar a participar. Únicament presentarà llistes al Parlament per Mallorca, al Consell Insular de Mallorca i a l'Ajuntament de Palma.

### Partit Illenc de ses Illes Balears
El Partit Illenc de ses Illes Balears és un partit de recent creació de caràcter populista i declarat defensor de la idiosincràsia pròpia de les Illes Balears. Presentarà llistes al Parlament, al Consell Insular de Mallorca i als Ajuntaments de Palma, Marratxí i Andratx. El seu candidat a la presidència del Govern de les Illes Balears serà Juan Holgado Mena.

### Partido Balear
El Partido Balear és una formació política de les Illes Balears que es defineix com a de dreta moderat, liberal i no nacionalista.
La seva aparició dins la societat illenca es produí el gener del 2006 i es presenta a les eleccions autonòmiques i municipals del 2007 al Parlament de les Illes Balears (Susana Oliver Nuñez), al Consell de Mallorca (Miquel Àngel Estarás Gelabert) i a l'ajuntament de Palma (Francisco Fernández Ochoa).
S'ha considerat una escissió del PP per motivacions lingüístiques, s'inclou dins el moviment gonella.

## Enquestes
Sortiren poques enquestes i estudis d'opinió sobre les eleccions de 2007. Segons un estudi fet pel Centre d'Investigacions Sociològiques de juliol de 2006, PP i PSIB hauarien guanyat un escó cada un, mentre que el Bloc i Unió Mallorquina n'haurien perdut un. Amb aquests resultats s'hauria impossibilitat d'un pacte postelectoral entre PSIB, Bloc i UM, per la qual cosa el PP podria haver governat amb tranquil·litat amb majoria absoluta.
El desembre de 2006, la direcció federal del PSOE afirmà a l'agència espanyola de notícies EFE que disposava d'enquestes que afirmava que el partit estava en condicions de convertir-se en la primera força política en algunes Comunitats Autònomes on fins ara havia governat el PP. Entre aquestes comunitats hi hagué les Illes Balears.
Segons una enquesta feta per GADESO, en cas que fossin necessaris pactes post-electorals per a governar la Comunitat Autònoma, els votants d'Unió Mallorquina (partit històricament clau quan s'han hagut de fer aquesta classe de pactes), preferirien Jaume Matas (PP) com a president del Govern, mentre que els del Bloc, es decantarien per Francesc Antich (PSIB).
El març de 2007, després del canvi de candidats del PP al Consell Insular de Mallorca, El Mundo presentà una enquestà que revelà que el 51% dels votants de Mallorca haurien votat el Partit Popular, que hagués atorgat un escó més del necessari per a la majoria absoluta a la institució insular. El PSIB hauria augmentat la seva intenció de vot, mentre que Bloc i UM haurien disminuït considerablement el seu suport electoral.
El 8 d'abril de 2007, Diario de Mallorca publicà una enquesta que encarregada sobre la intenció de vot al Parlament de les Illes Balears i al Consell Insular de Mallorca.

## Campanya
La campanya tengué lloc entre els dies 11 i 25 de maig de 2007, dia 26 fou la Jornada de reflexió.
El Partit Popular havia anunciat que els seus càrrecs públics no participarien en cap inauguració de nova infraestructura en els tres mesos immediatament anteriors a la data electoral, per tal de mantenir una imatge de transparència.
IB3 havia anunciat la seva intenció de regular la seva dedicació electoral a les candidatures depenent del percentatge de vots aconseguit a les Eleccions de 2003. Feu entrevistes a tots els candidats que aniran des dels 30 minuts de durada als 7.
El Partit Popular tenia com a lema de precampanya el lema Complit als llocs on tenia responsabilitats de govern i en aquells indrets on no governava Complim.
Quant a la campanya electoral, els conservador varen optar pel lema Funciona allà on governava i Perquè X funcioni allà no ho feien.
Totes les imatges publicitàries eren tant en castellà com en català.
El Partit Socialista presentava com a lema de precampanya Nous temps i com a lema de campanya Defensa el teu futur. També eren en català i en castellà.
Mentrestant el Bloc tenia com a lema de campanya Vota en positiu.
Unió Mallorquina va emprar tant en precampanya com en campanya la frase Avançam amb tu.

## Llistes alsConsells Insulars
Les Corts Generals de l'Estat van aprovar un nou Estatut per a les Illes Balears que entrà en vigor el 28 de febrer de 2007, just a temps per a les eleccions. Per tant, aquesta cita electoral serà la primera en què el Parlament i els Consells Insulars s'elegeixen en llistes separades, és a dir, hi haurà dues urnes, per a les candidatures al Parlament i una altra pel Consell insular corresponent. Les paperetes del primer seran de color crema, mentre que les del segon seran blaves. Per tant, els Consells Insulars deixaran de formar-se a partir dels diputats del Parlament de cada circumscripció. A més, es constituirà per primer cop un Consell Insular de Formentera, que estarà format pels regidors de l'Ajuntament de l'illa.
Aquests són els candidats ja anunciats per als Consells Insulars (en negreta els guanyadors o elegits):
| Consell Insular i president actual        | Candidats | Consell Insular i president actual | Candidats                                                                                |
| ----------------------------------------- | --- | ---------------------------------- | ---------------------------------------------------------------------------------------- |
| Mallorca Maria Antònia Munar Riutort (UM) | - PP: Rosa Estaràs Ferragut - PSIB: Francina Armengol Socías - Bloc: Joana Lluïsa Mascaró - UM: Maria Antònia Munar Riutort | Menorca Joana Barceló (PSIB)       | - PP: Josep Seguí Díaz - PSIB: Joana Barceló - PSM+VERDS: Antònia Allès                  |
| Eivissa Pere Palau i Torres (PP)          | - PP: Pere Palau i Torres - PSOE-ExC: Xico Tarrés                                                                           | Formentera Consell de nova creació | - PSOE: Bartomeu Ferrer - PP: Joan Manuel Costa - GxF: Jaume Ferrer - GUIF: Óscar Portas |

## Resultats
Els comicis varen donar els següents resultats:
En negreta, els partits del govern
| ← Eleccions al Parlament de les Illes Balears 27 de maig de 2007 → |         |       |        |      |
| Parlament de les Illes Balears                                     |         |       |        |      |
| Partit                                                             | Vots    | %     | Escons | Dif. |
| Partit Popular (PP)                                                | 192.577 | 46,02 | 28     | -1   |
| Partit Socialista de les Illes Balears (PSIB-PSOE)                 | 137.863 | 32,95 | 23     | +2   |
| Bloc per Mallorca (PSM-EN, EU-EV, ESQUERRA)                        | 37.572  | 8,98  | 4      | -1   |
| Unió Mallorquina (UM)                                              | 28.178  | 6,73  | 3      | =    |
| Agrupació Independent de Formentera (AIPF)                         | 1.795   | 0,43  | 1      | =    |
| Agrupación Social Independiente (ASI)                              | 1.921   | 0,46  |        |      |
| Esquerra Unida (EM-EU)                                             | 1.728   | 0,41  |        |      |
| PSOE-Gent per Formentera (PSOE-GxF)                                | 1,456   | 0,35  |        |      |
| Ciudadanos en Blanco (CenB)                                        | 1.216   | 0,29  |        |      |
| Grupo Verde Europeo (GVE)                                          | 876     | 0,21  |        |      |
| Partit Balear (PB(M))                                              | 802     | 0,19  |        |      |
| Unió d'es Pobble Baléà (UPB)                                       | 689     | 0,16  |        |      |
| Unió de Centristes de Menorca (UCM)                                | 686     | 0,16  |        |      |
| Democràcia Pitiüsa (DP)                                            | 675     | 0,16  |        |      |
| Clau de Mallorca (CLAU)                                            | 546     | 0,13  |        |      |
| Coalició Treballadors per la Democràcia (TD)                       | 543     | 0,13  |        |      |
| Partit Illenc de ses Illes Balears (PIIB)                          | 366     | 0,09  |        |      |
| Unión Cívica (UC)                                                  | 342     | 0,08  |        |      |

A part, es comptabilitzaren 8.613 vots en blanc.
Font: Junta Electoral de les Illes Balears

## Resultats per circumspcricions

### Mallorca
| ← Eleccions al Parlament de les Illes Balears, Mallorca 27 de maig de 2007 → |         |       |        |      |
| Circumscripció de Mallorca (33 escons)                                       |         |       |        |      |
| Partit                                                                       | Vots    | %     | Escons | Dif. |
| Partit Popular (PP)                                                          | 157.135 | 46,66 | 16     | =    |
| Partit Socialista de les Illes Balears (PSIB-PSOE)                           | 101.364 | 30,10 | 10     | +1   |
| Bloc per Mallorca (PSM-EN, EU-EV, ESQUERRA)                                  | 37.572  | 11,16 | 4      | -1   |
| Unió Mallorquina (UM)                                                        | 28.172  | 8,37  | 3      | =    |
| Agrupación Social Independiente (ASI)                                        | 1.921   | 0,57  |        |      |
| Ciudadanos en Blanco (CenB)                                                  | 937     | 0,28  |        |      |
| Partido Balear (PB(M))                                                       | 802     | 0,24  |        |      |
| Unión del Pueblo Balear (UPB)                                                | 689     | 0,20  |        |      |
| Clau de Mallorca (CLAU)                                                      | 546     | 0,16  |        |      |
| Coalició Treballadors per la Democràcia (TD)                                 | 543     | 0,16  |        |      |
| Partit Illenc de ses Illes Balears (PIIB)                                    | 366     | 0,11  |        |      |

A part, es varen recomptar 6.696 vots en blanc, que suposaven l'1,98% del total dels sufragis vàlids.

#### Diputats elegits
- Margarita Isabel Cabrer González (PP)
- Aina Maria Castillo Ferrer (PP)
- Rosa Estaràs Ferragut (PP)
- Carme Feliu Álvarez de Sotomayor (PP)
- Francesc Fiol Amengual (PP)
- Joan Flaquer Riutort (PP)
- Jaume Font Barceló (PP)
- Isabel Carme Llinàs Warthmann (PP)
- Sandra Morell Cuart (PP)
- Gaspar Oliver Mut (PP)
- Antoni Pastor i Cabrer (PP)
- Encarnación Pastor Sánchez (PP)
- José María Rodríguez Barberá (PP)
- Pere Rotger Llabrés (PP)
- Antoni Serra Torres (PP)
- Catalina Soler Torres (PP)
- Rosamaria Alberdi Castell (PSIB-PSOE)
- Francesc Antich Oliver (PSIB-PSOE)
- Francina Armengol Socías (PSIB-PSOE)
- Miquel Àngel Coll Canyelles (PSIB-PSOE)
- Anna Crespí Prunés (PSIB-PSOE)
- Francesc Josep Dalmau Fortuny (PSIB-PSOE)
- Antoni Diéguez Seguí (PSIB-PSOE)
- Antoni Garcias Simó (PSIB-PSOE)
- Francisca Lladó Pol (PSIB-PSOE)
- Aina Rado i Ferrando (PSIB-PSOE)
- Antoni Alorda Vilarrubias (BxM)
- Gabriel Barceló Milta (BxM)
- Miquel Àngel Llauger i Rosselló (BxM)
- Fina Santiago Rodríguez (BxM)
- Maria Antònia Munar i Riutort (Unió Mallorquina)
- Josep Melià Ques (Unió Mallorquina)
- Bartomeu Vicens Mir (Unió Mallorquina)

Font: Junta Electoral de les Illes Balears

### Menorca
| ← Eleccions al Parlament de les Illes Balears, Menorca 27 de maig de 2007 → |        |       |        |      |
| Circumscripció de Menorca (13 escons)                                       |        |       |        |      |
| Partit                                                                      | Vots   | %     | Escons | Dif. |
| Partit Popular (PP)                                                         | 15.801 | 43,02 | 6      | =    |
| Partit Socialista de les Illes Balears (PSIB-PSOE)                          | 14.113 | 38,42 | 6      | =    |
| Partit Socialista de Menorca-Els Verds de Menorca (PSM-VERDS)               | 3.292  | 8,96  | 1      | =    |
| Esquerra de Menorca-Esquerra Unida (EM-EU)                                  | 1.728  | 4,70  |        |      |
| Unió de Centristes de Menorca (UCM)                                         | 686    | 1,87  |        |      |
| Ciudadanos en Blanco (CenB)                                                 | 279    | 0,76  |        |      |

A part, es varen recomptar 830 vots en blanc, que suposaven el 2,24% del total dels sufragis vàlids.

#### Diputats elegits
- Joana Barceló Martí (PSIB-PSOE)
- Josep Lluís Carretero Niembro (PSIB-PSOE)
- Miquel Gascón Mir (PSIB-PSOE)
- Margarita Mercadal Mercadal (PSIB-PSOE)
- Ernest Ribalaiga Briones (PSIB-PSOE)
- Cristina Rita Larrucea (PSIB-PSOE)
- Antònia Gener Bosch (PP)
- José Simón Gornés Hachero (PP)
- Cristóbal Huguet Sintes (PP)
- Misericòrdia Sugrañes Barenys (PP)
- Santiago Tadeo Florit (PP)
- Assumpta Vinent Barceló (PP)
- Eduard Riudavets Florit (PSM-Els Verds de Menorca)

Font: Junta Electoral de les Illes Balears

### Eivissa
| ← Eleccions al Parlament de les Illes Balears, Eivissa 27 de maig de 2007 → |        |       |        |      |
| Circumscripció d'Eivissa (12 escons)                                        |        |       |        |      |
| Partit                                                                      | Vots   | %     | Escons | Dif. |
| Partit Popular (PP)                                                         | 19.641 | 47,31 | 6      | -1   |
| PSOE-Eivissa pel Canvi (PSOE-ExC)                                           | 19.094 | 45,82 | 6      | +1   |
| Grupo Verde Europeo (GVE)                                                   | 876    | 2,10  |        |      |
| Democràcia Pitiüsa (DP)                                                     | 675    | 1,62  |        |      |
| Unión Cívica (UC)                                                           | 342    | 0,82  |        |      |

A part, es varen recomptar 1.043 vots en blanc, que suposaven el 2,49% del total dels sufragis vàlids.

#### Diputats electes
- Joan Boned Roig (PSOE-Eivissa pel Canvi)
- Josep Maria Costa Serra (PSOE-Eivissa pel Canvi)
- Esperança Marí Mayans (PSOE-Eivissa pel Canvi)
- Marián Suárez Ferreiro (PSOE-Eivissa pel Canvi)
- Xico Tarrés i Marí (PSOE-Eivissa pel Canvi)
- Maria Torres i Marí (PSOE-Eivissa pel Canvi)
- Carmen Castro Gandasegui (PP)
- Miquel Àngel Jerez Juan (PP)
- Josep Juan Cardona (PP)
- Catalina Palau Costa (PP)
- Pere Palau Torres (PP)
- Carolina Torres Cabañero (PP)

Font: Junta Electoral de les Illes Balears

### Formentera
| ← Eleccions al Parlament de les Illes Balears, Formentera 27 de maig de 2007 → |       |       |        |      |
| Circumscripció de Formentera (1 escó)                                          |       |       |        |      |
| Partit                                                                         | Vots  | %     | Escons | Dif. |
| Agrupació Independent Popular de Formentera (AIPF)                             | 1.795 | 54,48 | 1      | =    |
| PSOE-Gent per Formentera (PSOE-GxF)                                            | 1.456 | 44,19 |        |      |

A part, es varen recomptar 44 vots en blanc, que suposaven l'1,32% del total dels sufragis vàlids.

#### Diputats elegits
- Josep Mayans Serra (AIPF)

Font: Junta Electoral de les Illes Balears